# والتر تشابيل
والتر تشابيل (بالإنجليزية: Walter Chappell)‏ هو مصور أمريكي، ولد في 8 يونيو 1925، وتوفي في 8 أغسطس 2000.